# Pentarrhaphis
Pentarrhaphis là một chi thực vật có hoa trong họ Hòa thảo (Poaceae).

## Loài
Chi Pentarrhaphis gồm các loài: